# Sisobambowo (Aramo)
Sisobambowo is een bestuurslaag in het regentschap Nias Selatan van de provincie Noord-Sumatra, Indonesië. Sisobambowo telt 569 inwoners (volkstelling 2010).